# Historia rekordu świata na 50 m stylem dowolnym
Pierwszy pływacki rekord świata na 50 metrów stylem dowolnym na długim basenie (50-metrowym) został odnotowany przez Światową Federację Pływacką (FINA) w 1976 roku. Na basenie krótkim (25-metrowym) rekordy notowane są od 3 marca 1991 roku.

## Mężczyźni

### Długi basen
| Czas  | Zawodnik           | Data             | Miejsce                   |
| ----- | ------------------ | ---------------- | ------------------------- |
| 23,86 | Jonty Skinner      | 14 sierpnia 1976 | Filadelfia, USA           |
| 23,74 | Joe Bottom         | 3 lipca 1977     | Etobicoke, Kanada         |
| 23,72 | Ron Manganiello    | 29 lipca 1978    | Miami, Floryda            |
| 23,70 | Klaus Steinbach    | 23 lipca 1979    | Fryburg Bryzgowijski, RFN |
| 23,66 | Chris Cavanaugh    | 2 lutego 1980    | Amersfoort, Holandia      |
| 23,12 | Chris Cavanaugh    | 10 kwietnia 1980 | Austin, USA               |
| 22,96 | Rowdy Gaines       | 10 kwietnia 1980 | Austin, USA               |
| 22,83 | Bruce Stahl        | 10 kwietnia 1980 | Austin, USA               |
| 22,71 | Joe Bottom         | 15 sierpnia 1980 | Honolulu, USA             |
| 22,54 | Robin Leamy        | 15 sierpnia 1981 | Brown Deer, USA           |
| 22,52 | Dano Halsall       | 21 lipca 1985    | Bellinzona, Szwajcaria    |
| 22,40 | Tom Jager          | 6 grudnia 1985   | Austin, USA               |
| 22,33 | Matt Biondi        | 26 czerwca 1986  | Orlando, USA              |
| 22,32 | Tom Jager          | 13 sierpnia 1987 | Brisbane, Australia       |
| 22,23 | Tom Jager          | 25 marca 1988    | Orlando, Floryda          |
| 22,18 | Peter Williams     | 10 kwietnia 1988 | Indianapolis, USA         |
| 22,14 | Matt Biondi        | 24 września 1988 | Seul, Korea Południowa    |
| 22,12 | Tom Jager          | 20 sierpnia 1989 | Tokio, Japonia            |
| 21,98 | Tom Jager          | 24 marca 1990    | Nashville, USA            |
| 21,81 | Tom Jager          | 24 marca 1990    | Nashville, USA            |
| 21,64 | Aleksandr Popow    | 16 czerwca 2000  | Moskwa, Rosja             |
| 21,56 | Eamon Sullivan     | 17 lutego 2008   | Sydney, Australia         |
| 21,50 | Alain Bernard      | 23 marca 2008    | Eindhoven, Holandia       |
| 21,41 | Eamon Sullivan     | 27 marca 2008    | Sydney, Australia         |
| 21,28 | Eamon Sullivan     | 28 marca 2008    | Sydney, Australia         |
| 20,94 | Frédérick Bousquet | 26 kwietnia 2009 | Montpellier, Francja      |
| 20,91 | César Cielo        | 21 grudnia 2009  | São Paulo, Brazylia       |

### Krótki basen
| Czas  | Zawodnik           | Data              | Miejsce                             |
| ----- | ------------------ | ----------------- | ----------------------------------- |
| 21,64 | Steve Crocker      | 13 grudnia 1992   | Sheffield, Wielka Brytania          |
| 21,60 | Mark Foster        | 17 lutego 1993    | Sheffield, Wielka Brytania          |
| 21,50 | Aleksandr Popow    | 13 marca 1994     | Desenzano, Włochy                   |
| 21,48 | Mark Foster        | 13 grudnia 1998   | Sheffield, Wielka Brytania          |
| 21,31 | Mark Foster        | 13 grudnia 1998   | Sheffield, Wielka Brytania          |
| 21,21 | Anthony Ervin      | 23 marca 2000     | Minneapolis, USA                    |
| 21,13 | Mark Foster        | 28 stycznia 2001  | Paryż, Francja                      |
| 21,10 | Frédérick Bousquet | 25 marca 2004     | East Meadow, USA                    |
| 20,98 | Roland Schoeman    | 12 sierpnia 2006  | Hamburg, Niemcy                     |
| 20,93 | Stefan Nystrand    | 18 listopada 2007 | Berlin, Niemcy                      |
| 20,81 | Duje Draganja      | 11 kwietnia 2008  | Manchester, Wielka Brytania         |
| 20.30 | Roland Schoeman    | 8 sierpnia 2009   | Pietermaritzburg, Południowa Afryka |
| 20.26 | Florent Manaudou   | 5 grudnia 2014    | Doha, Katar                         |
| 20.24 | Caeleb Dressel     | 20 grudnia 2019   | Las Vegas, Stany Zjednoczone        |
| 20.18 | PROUD, Benjamin    | 7 Grudnia 2023    | GBR - Wielka Brytania               |

## Kobiety

### Długi basen
| Czas  | Zawodniczka          | Data             | Miejsce                         |
| ----- | -------------------- | ---------------- | ------------------------------- |
| 26,99 | Kornelia Ender       | 26 lipca 1975    | Cali, Kolumbia                  |
| 26,95 | Johanna Malloy       | 16 sierpnia 1977 | Saint John’s, Antigua i Barbuda |
| 26,74 | Anne Jardin          | 19 sierpnia 1978 | Etobicoke, Kanada               |
| 26,61 | Cynthia Woodhead     | 10 kwietnia 1980 | Austin, USA                     |
| 26,53 | Kelly Asplund        | 10 kwietnia 1980 | Austin, USA                     |
| 26,32 | Jill Sterkel         | 10 kwietnia 1980 | Austin, USA                     |
| 25,96 | Jill Sterkel         | 10 kwietnia 1980 | Austin, USA                     |
| 25,79 | Jill Sterkel         | 3 kwietnia 1981  | Austin, USA                     |
| 25,69 | Dara Torres          | 29 stycznia 1983 | Amersfoort, Holandia            |
| 25,64 | Annemarie Verstappen | 9 lipca 1983     | Amersfoort, Holandia            |
| 25,62 | Dara Torres          | 5 sierpnia 1983  | Clovis, USA                     |
| 25,61 | Dara Torres          | 21 lipca 1984    | Mission Viejo, USA              |
| 25,34 | Tamara Costache      | 2 kwietnia 1986  | Arad, Rumunia                   |
| 25,31 | Tamara Costache      | 1 sierpnia 1986  | Sofia, Bułgaria                 |
| 25,28 | Tamara Costache      | 23 sierpnia 1986 | Madryt, Hiszpania               |
| 24,98 | Yang Wenyi           | 11 kwietnia 1988 | Guangzhou, Chiny                |
| 24,79 | Yang Wenyi           | 31 lipca 1992    | Barcelona, Hiszpania            |
| 24,51 | Le Jingyi            | 11 września 1994 | Rzym, Włochy                    |
| 24,48 | Inge de Bruijn       | 4 czerwca 2000   | Drachten, Holandia              |
| 24,39 | Inge de Bruijn       | 10 czerwca 2000  | Rio de Janeiro, Brazylia        |
| 24,13 | Inge de Bruijn       | 22 września 2000 | Sydney, Australia               |
| 24,09 | Marleen Veldhuis     | 24 marca 2008    | Eindhoven, Holandia             |
| 23,97 | Libby Trickett       | 29 marca 2008    | Sydney, Australia               |
| 23,73 | Britta Steffen       | 2 sierpnia 2009  | Rzym, Włochy                    |
| 23,67 | Sarah Sjöström       | 29 lipca 2017    | Budapeszt, Węgry                |
| 23,61 | Sarah Sjöström       | 29 lipca 2023    | Fukuoka, Japonia                |

### Krótki basen
| Czas    | Zawodniczka           | Data              | Miejsce                         |
| ------- | --------------------- | ----------------- | ------------------------------- |
| 24,75   | Franziska van Almsick | 7 listopada 1992  | Schwäbisch Gmünd, Niemcy        |
| 24,62   | Le Jingyi             | 3 grudnia 1993    | Palma de Mallorca, Hiszpania    |
| 24,23   | Le Jingyi             | 3 grudnia 1993    | Palma de Mallorca, Hiszpania    |
| 24,09   | Therese Alshammar     | 11 grudnia 1999   | Lizbona, Portugalia             |
| 23,59   | Therese Alshammar     | 18 marca 2000     | Ateny, Grecja                   |
| 23,58   | Marleen Veldhuis      | 17 listopada 2007 | Berlin, Niemcy                  |
| 23,25   | Marleen Veldhuis      | 13 kwietnia 2008  | Manchester, Wielka Brytania     |
| 23,24   | Ranomi Kromowidjojo   | 7 sierpnia 2013   | Eindhoven, Holandia             |
| = 23,24 | Ranomi Kromowidjojo   | 12 grudnia 2015   | Indianapolis, Stany Zjednoczone |
| 23,10   | Sarah Sjöström        | 2 sierpnia 2017   | Moskwa, Rosja                   |
| 22,93   | Ranomi Kromowidjojo   | 7 sierpnia 2017   | Berlin, Niemcy                  |